# Великочеменевське сільське поселення
Великочеме́невське сільське поселення (рос. Большечеменевское сельское поселение) — муніципальне утворення у складі Батиревського району Чувашії, Росія. Адміністративний центр — село Велике Чеменево.

## Населення
Населення — 845 осіб (2019, 1100 у 2010, 1298 у 2002).

## Склад
До складу поселення входять такі населені пункти:
| Населений пункт       | Населення, осіб (2002) | Населення, осіб (2010) |
| --------------------- | ---------------------- | ---------------------- |
| Бакашево, присілок    | 510                    | 416                    |
| Велике Чеменево, село | 788                    | 684                    |